# 南京大学化学化工学院
南京大学化学化工学院独立建制始于1920年，现设化学系、化工系、高分子科学与工程系。

## 历史概要
- 1902年三江师范学堂和1906年改名后的两江师范学堂时期，设理化科。1915年2月，两江师范学堂改办成为南京高等师范学校，设理化部。1919年郭秉文任校长后，于1920年1月建文理科，下设化学系；至此，化学单独设系，这也就是今天的化学化工学院独立建制之始。1923年7月，南京高等师范学校并入南京高师于1920年12月筹建的东南大学。南京大學化學系是當時中國化學界的一個中心[1]。化学系教授有王琎、孙洪芬、张子高、任鸿隽等人，他们都是中国现代化学的奠基者。王璡在南京大學（南京高師）建立了中國第一個數量分析化學實驗室。[2]王璡、张子高也是中国化学史研究的開拓者。
- 1927年国民政府在南京成立之后，先后更名第四中山大学、江苏大学，于1928年5月定名为国立中央大学，设文、理、农、工、商、法、医、教育八大学院，化学系设于理学院内，曾昭抡任系主任；同时于工学院内创建化学工程系。1938年12月，中央大学研究院下设化学研究部，化学系主任高济宇兼任化学部负责人。
- 1949年8月，中央大学更名南京大学；1952年，南京大学工学院化学工程系分出组建南京工学院，后独立为南京化工学院，演化为今天的南京工业大学。同年，金陵大学化学系并入南京大学化学系。金陵大学的前身是创办于1888年的汇文书院；1910年2月宏育书院并入，建立私立金陵大学堂，化学科目设在数理学系下；1921年化学系设在文理科下，1928年陈裕光任校长后，化学系又于1930年设在理学院下，戴安邦任化学系主任；1932年成立化学研究所，1936年改建为理科研究所化学部；并曾在1921年设立工业化学科，1933年改为化学工程系。1952年12月，化学系教授高济宇任南京大学教务长，李方训任副校长，戴安邦任化学系主任。
- 1993年5月19日，化学系组建成化学化工学院，下设化学系、化学工程系、高分子科学与工程系。

## 现况概览

### 系科设置
- 化学系
- 化工系
- 高分子科学与工程系

### 专业设置
博士研究生专业
- 无机化学
- 分析化学
- 有机化学
- 物理化学
- 高分子化学与物理
- 化学生物学
- 理论与计算化学

硕士研究生专业
- 无机化学
- 分析化学
- 有机化学
- 物理化学
- 高分子化学与物理
- 应用化学
- 化学工程硕士

本科生专业
- 化学 （化学系）
- 应用化学 （化工系）

### 研究机构
- 南京大学配位化学实验室
- 南京大学介观化学实验室
- 南京大学理论与计算化学研究所
- 南京大学亚微观固态化学研究所
- 南京大学分离工程研究中心
- 南京大学新材料研究中心
- 南京大学生命分析化学实验室
- 南京大学表面和界面化学工程技术研究中心

## 国家重点实验室
- 南京大学配位化学国家重点实验室
- 南京大学生命分析化学国家重点实验室
- 介观化学实验室为中国教育部重点实验室。

### 其他
陈懿教授担任中国国务院学位委员会化学学科评议组召集人、教育部化学教学指导委员会主任委员。

## 南京大学化学化工学院校友
南京大学校友在中国化学化工领域发挥着重要的贡献。
- 中国科学院化学学部院士
- 金陵大学化学系学生：戴安邦 李方训 吴征铠 陆熙炎 程鎔时
- 南京高等师范学校/东南大学/中央大学化学系学生：吴学周 王葆仁 恽子强 柳大纲 高鸿 赵宗燠 高怡生 胡宏纹 黄葆同 黄耀曾 嵇汝运
- 南京大学化学系：陈洪渊 游效曾 陈懿 刘有成 庄长恭
- 教师：曾昭抡 陈荣悌 郭燮贤 高济宇 江元生 赵承嘏 袁翰青

部分校友简介
- 阿龙·切哈诺沃：2011年起出任南京大学化学与生物医药科学研究所首任所长的阿龙·切哈诺沃是2004年诺贝尔化学奖得主、美国科学院外籍院士，也是第一位获得科学诺贝尔奖的以色列人。阿龙·切哈诺沃2011年受聘南大化学生医所所长，组建科研团队并为南大本科生授课。
- 庄长恭，台湾大学前校长（化学）
- 任鸿隽，中国科学社首任社长，国立四川大学前校长（化学）
- 王琎，中国科学社前社长，中央研究院化学研究所首任所长（化学）
- 陈裕光，北京师范大学前校长（化学）
- 张江树，1952年南京工学院（现东南大学）筹建委员会主任（化学），华东理工大学首任校长（化学）。
- 屈伯川，1950年大连工学院（现大连理工大学）首任校长兼党组书记（化学）
- 陈群，现任华东师范大学校长（化学88）
- 陈思义，中国药科大学创始人、前校长（化学23）
- 鲍哲南，影响世界华人大奖得主，世界上最小的纳米晶体管、人造电子皮肤发明人，斯坦福终身教授（化学90）
- 周健民，中科院南京分院院长，江苏省政协副主席（化学82）
- 林安宁，中科院上海生化所长（生化86）
- 王应睐、汪猷、王德宝，世界上首次人工合成牛胰岛素（化学、生物）
- 刘钧，美国约翰霍普金斯大学医学院教授（化学83）
- 孙守恒，美国布朗大学正教授，世界顶尖一百化学家（化学87）
- 薛子陵，美国总统奖得主（化学81）
- 钱卫军，美国总统奖得主（化学96）
- 余刚，清华大学环境科学与工程系主任（化学86）
- 王 能，美国哥伦比亚大学金融与经济部主任、正教授，上财金融学院院长（化学92）
- 杨宗义，福中集团董事长，曾向南大捐1000万元（化学84）
- 高纪凡，天合光能有限公司董事长，2006年胡润能源富豪榜第9名（化学85）
- 赵万兴，浙江省烟草公司党组书记、总经理（化学65）
- 温元凯，金融投资专家（化学69）
- 吴险峰，中国最佳私募基金龙腾基金经理（化学89）
- 李祥生，麦格理投资顾问董事总经理（化学、法学）
- 宋勤华，江苏索普集团董事长（化学70）
- 李小虎，阿森纳投资中国区总裁（化学81）
- 徐厚发，厚铧橡胶科技有限公司、厚铧国际（香港）有限公司董事长（化学84）
- 孙祥祯，江苏南大光电材料股份有限公司董事长、技术总监（化学）
- 傅和亮，广东华南新药创制中心主任（化学83）

- 吴学周，中国科学院长春应用化学研究所创始人、首任所长
- 屈伯川，中国科学院大连化学物理研究所创始人、首任所长
- 曾昭抡，中国科学院北京化学研究所创始人、首任所长
- 柳大纲，中国科学院北京化学研究所前所长
- 庄长恭，中国科学院上海有机化学研究所创始人、首任所长
- 汪猷，中国科学院上海有机化学研究所前所长
- 赵承嘏，中国科学院上海药物研究所所长创始人、首任所长
- 高怡生，中国科学院上海药物研究所所长前所长
- 李苏，北京化工大学创始人

中国化学类的一些主要研究机构，创始人多为南大化学系校友，如中国科学院长春应用化学研究所所长吴学周，大连化学物理研究所长屈伯川，北京化学研究所所长曾昭抡、柳大纲，上海有机化学研究所所长庄长恭、汪猷，上海药物研究所所长赵承嘏、高怡生。
比如中国有三大化工大学，华东理工大学创始人张江树、北京化工大学创始人李苏，都是南大校友；而南京工业大学则是由南京大学工学院化学工程系分出演化发展而成。

## 链接
- 南京大学化学化工学院（页面存档备份，存于）
- 南京大学校友列表